# NGC 1319
NGC 1319 é uma galáxia lenticular (S0) localizada na direcção da constelação de Eridanus. Possui uma declinação de -21° 31' 38" e uma ascensão recta de 3 horas, 23 minutos e 56,5 segundos.
A galáxia NGC 1319 foi descoberta em 13 de Novembro de 1835 por John Herschel.